# Cartas del diablo a su sobrino
Cartas del diablo a su sobrino es una obra satírica, de temática apologética cristiana, del autor británico C. S. Lewis.

## Trama
La novela, que fue publicada en 1942, es  una recopilación de artículos publicados en el desaparecido periódico  Manchester Guardian con el nombre de The Screwtape letters (Las cartas de Escrutopo). Publicado en España por Espasa-Calpe, S.A. en 1977. Traducción de Miguel Marías.
Está compuesto por treinta y una cartas supuestamente escritas por el anciano diablo Escrutopo, un demonio malvado y voraz, a su sobrino Orugario, un demonio principiante.
En medio de esta trama, que es una apología cristiana, el autor desarrolla con maestría una sátira donde imagina el infierno del siglo XX como una burocracia eficiente y orgullosa, que se organiza para hacer el mal «lo mejor posible».
El objetivo de los demonios es lograr la condenación para devorar a su víctima, ya que según la visión teológica de Lewis, el sumo mal consiste en ser absorbido en esencia espiritual por los demonios mayores, que toman posesión de las almas y voluntades. 
En caso de fracasar en la misión de lograr la condenación de su víctima, a la que llama «su Paciente», este será devorado por su tío. 
La trama se desarrolla en Londres durante la Segunda Guerra Mundial y la «víctima» es un hombre joven a quien se incita, por medio de la tentación, a trasladar hacia el terreno de la imaginación todos los valores positivos o virtudes, llevándolo a la inactividad, pues un acto positivo siempre refuerza una virtud.
Sus consejos fundamentales son, pues, varios métodos para fomentar la debilitación de la fe, y promover pecados como la indolencia, la acidia, la gula, la promiscuidad y la venganza, mas no algo excepcionalmente malo o perverso ya que «la ruta más segura al infierno es gradual». Critica la debilidad de los hombres, aunque en parte también critica la facilidad con la que pueden ser influenciados.
En esta obra Lewis expone en un intento de apología cristiana las tentaciones que el hombre debe soportar, y proporciona un ejemplo para poder evitarlas, de esta forma el hombre no alcanzará el pecado. Por otra parte, aparecen varios diablos, personificaciones del mal.
Finalmente realiza una tesis sobre las transgresiones de los seres hacia sus semejantes.
Lewis dedicó este libro a su gran amigo el escritor J. R. R. Tolkien.